# Ligue A Masculina de 2021–22
A Ligue A Masculina de 2021–22 foi a 82.ª edição da primeira divisão do campeonato francês de voleibol, competição esta organizada pela Ligue Nationale de Volley (LNV) sob a égide da Federação Francesa de Voleibol (em francês:  Fédération Française de Volley-Ball, FFVB). Sua fase classificatória iniciou-se no dia 7 de outubro de 2021, e estendeu-se até o dia 9 de março de 2022 e contou com a presença de 14 equipes francesas.
O Plessis Robinson Volley Ball juntou-se à primeira divisão após conquistar o título da Ligue B de 2020–21.
Após 47 anos, o Montpellier HSC voltou a conquisar o título nacional após vencer as duas primeiras partidas da série melhor de três contra o Tours Volley-Ball. O central francês Nicolas Le Goff foi eleito o melhor jogador da competição.

## Fórmula de disputa
Os jogos consistiram-se na fase qualificatória (com jogos de ida e volta), na fase dos play-downs (para definição do 9º ao 14º lugar) e na fase dos playoffs, na qual foram disputadas as quartas de final, as semifinais e as finais.

## Equipes participantes
| Equipe                       | Cidade              | Temporada 2020–21  |
| ---------------------------- | ------------------- | ------------------ |
| Tours Volley-Ball            | Tours               | 5º                 |
| Chaumont Volley-Ball 52      | Chaumont            | Vice-campeão       |
| Poitiers Volley              | Poitiers            | 8º                 |
| Arago de Sète                | Sète                | 9º                 |
| AS Cannes                    | Cannes              | Campeão            |
| Paris Volley                 | Paris               | 10º                |
| Nantes Rezé MV               | Nantes e Rezé       | 13º                |
| Montpellier HSC              | Montpellier         | 3º                 |
| Tourcoing LM                 | Tourcoing           | 7º                 |
| Spacer's de Toulouse         | Toulouse            | 11º                |
| Narbonne Volley              | Narbona             | 4º                 |
| Nice Volley-Ball             | Nice                | 12º                |
| Cambrai Volley               | Cambrai             | 6º                 |
| Plessis Robinson Volley Ball | Le Plessis-Robinson | Campeão da Ligue B |

## Fase classificatória

### Classificação
- Vitória por 3–0 ou 3–1: 3 pontos para o vencedor;
- Vitória por 3–2: 2 pontos para o vencedor e 1 ponto para o perdedor.
- Não comparecimento, a equipe perde 3 pontos.
- Em caso de igualdade por pontos, os seguintes critérios servem como desempate: número de vitórias, média de sets e média de pontos.

|  | Classificado para as quartas de final |
|  | Classificado para o Play-Downs        |

|     |                              |     | Jogos | Jogos | Jogos | Resultados | Resultados | Resultados | Resultados | Resultados | Resultados | Sets | Sets | Sets  | Pontos | Pontos | Pontos |
| Pos | Equipe                       | Pts | T     | V     | D     | 3–0        | 3–1        | 3–2        | 2–3        | 1–3        | 0–3        | V    | P    | R     | V      | P      | R      |
| --- | ---------------------------- | --- | ----- | ----- | ----- | ---------- | ---------- | ---------- | ---------- | ---------- | ---------- | ---- | ---- | ----- | ------ | ------ | ------ |
| 1   | Tours Volley-Ball            | 63  | 24    | 22    | 2     | 12         | 6          | 4          | 1          | 0          | 1          | 68   | 20   | 3.400 | 2094   | 1817   | 1.152  |
| 2   | Chaumont Volley-Ball 52      | 54  | 26    | 20    | 6     | 6          | 7          | 7          | 1          | 3          | 2          | 65   | 39   | 1.667 | 2409   | 2209   | 1.091  |
| 3   | Montpellier HSC              | 51  | 26    | 18    | 8     | 11         | 3          | 4          | 1          | 3          | 4          | 59   | 35   | 1.686 | 2180   | 1893   | 1.152  |
| 4   | Narbonne Volley              | 53  | 26    | 18    | 8     | 6          | 9          | 3          | 2          | 1          | 5          | 59   | 39   | 1.513 | 2206   | 2028   | 1.088  |
| 5   | Arago de Sète                | 48  | 26    | 16    | 10    | 8          | 6          | 2          | 2          | 4          | 4          | 56   | 40   | 1.400 | 2196   | 2079   | 1.056  |
| 6   | Paris Volley                 | 40  | 26    | 13    | 13    | 4          | 5          | 4          | 5          | 5          | 3          | 54   | 52   | 1.038 | 2361   | 2322   | 1.017  |
| 7   | Tourcoing LM                 | 39  | 26    | 14    | 12    | 3          | 6          | 5          | 2          | 7          | 3          | 53   | 52   | 1.019 | 2378   | 2319   | 1.025  |
| 8   | Nice Volley-Ball             | 38  | 26    | 12    | 14    | 2          | 6          | 4          | 6          | 4          | 4          | 52   | 56   | 0.929 | 2358   | 2386   | 0.988  |
| 9   | Nantes Rezé MV               | 33  | 26    | 11    | 15    | 1          | 7          | 3          | 3          | 7          | 5          | 46   | 58   | 0.793 | 2332   | 2323   | 1.004  |
| 10  | Plessis Robinson Volley Ball | 33  | 25    | 10    | 15    | 5          | 4          | 1          | 4          | 6          | 5          | 44   | 51   | 0.863 | 2123   | 2155   | 0.985  |
| 11  | Spacer's de Toulouse         | 28  | 26    | 8     | 18    | 5          | 2          | 1          | 5          | 11         | 2          | 45   | 58   | 0.776 | 2323   | 2316   | 1.003  |
| 12  | Poitiers Volley              | 28  | 25    | 8     | 17    | 4          | 4          | 0          | 4          | 7          | 6          | 39   | 55   | 0.709 | 2082   | 2109   | 0.987  |
| 13  | Cambrai Volley               | 24  | 26    | 7     | 19    | 2          | 5          | 0          | 3          | 8          | 8          | 35   | 62   | 0.565 | 2129   | 2226   | 0.956  |
| 14  | AS Cannes                    | 8   | 26    | 3     | 23    | 0          | 1          | 2          | 1          | 6          | 16         | 17   | 74   | 0.230 | 1540   | 2206   | 0.698  |

Fonte: LNV – Data Project

## Playoffs
|  | Quartas de final        | Quartas de final | Quartas de final | Quartas de final | Quartas de final  | Quartas de final  |                         |                         | Semifinais              | Semifinais | Semifinais | Semifinais | Semifinais | Semifinais |  |  | Final | Final | Final | Final | Final | Final |
|  |                         |                  |                  |                  |                   |                   |                         |                         |                         |            |            |            |            |            |  |  |       |       |       |       |       |       |
|  |                         |                  |                  |                  |                   |                   |                         |                         |                         |            |            |            |            |            |  |  |       |       |       |       |       |       |
|  |                         |                  |                  |                  |                   |                   |                         |                         |                         |            |            |            |            |            |  |  |       |       |       |       |       |       |
|  | Tours Volley-Ball       | 3                | 3                | 3                |                   |                   |                         |                         |                         |            |            |            |            |            |  |  |       |       |       |       |       |       |
|  | Tours Volley-Ball       | 3                | 3                | 3                |                   |                   |                         |                         |                         |            |            |            |            |            |  |  |       |       |       |       |       |       |
|  | Nice Volley-Ball        | 2                | 0                | 2                |                   |                   |                         |                         |                         |            |            |            |            |            |  |  |       |       |       |       |       |       |
|  | Nice Volley-Ball        | 2                | 0                | 2                | Tours Volley-Ball | Tours Volley-Ball | Tours Volley-Ball       | 3                       | 0                       | 3          |            |            |            |            |  |  |       |       |       |       |       |       |
|  |                         |                  |                  |                  |                   |                   | Tours Volley-Ball       | 3                       | 0                       | 3          |            |            |            |            |  |  |       |       |       |       |       |       |
|  |                         | Narbonne Volley  | Narbonne Volley  | Narbonne Volley  | 0                 | 3                 | 0                       |                         |                         |            |            |            |            |            |  |  |       |       |       |       |       |       |
|  | Narbonne Volley         | Narbonne Volley  | Narbonne Volley  | Narbonne Volley  | 0                 | 3                 | 0                       | 3                       | 3                       | 1          | 0          | 3          |            |            |  |  |       |       |       |       |       |       |
|  | Narbonne Volley         |                  |                  |                  |                   |                   |                         | 3                       | 3                       | 1          | 0          | 3          |            |            |  |  |       |       |       |       |       |       |
|  | Arago de Sète           | 1                | 1                | 3                | 3                 | 2                 |                         |                         |                         |            |            |            |            |            |  |  |       |       |       |       |       |       |
|  | Arago de Sète           | 1                | 1                | 3                | 3                 | 2                 | Tours Volley-Ball       | Tours Volley-Ball       | Tours Volley-Ball       | 2          | 0          |            |            |            |  |  |       |       |       |       |       |       |
|  |                         |                  |                  |                  |                   |                   | Tours Volley-Ball       | Tours Volley-Ball       | Tours Volley-Ball       | 2          | 0          |            |            |            |  |  |       |       |       |       |       |       |
|  |                         | Montpellier HSC  | Montpellier HSC  | Montpellier HSC  | 3                 | 3                 |                         |                         |                         |            |            |            |            |            |  |  |       |       |       |       |       |       |
|  | Chaumont Volley-Ball 52 | Montpellier HSC  | Montpellier HSC  | Montpellier HSC  | 3                 | 3                 | 3                       | 3                       | 2                       | 0          | 3          |            |            |            |  |  |       |       |       |       |       |       |
|  | Chaumont Volley-Ball 52 |                  |                  |                  |                   |                   |                         | 3                       | 2                       | 0          | 3          |            |            |            |  |  |       |       |       |       |       |       |
|  | Tourcoing LM            | 1                | 0                | 3                | 3                 | 0                 |                         |                         |                         |            |            |            |            |            |  |  |       |       |       |       |       |       |
|  | Tourcoing LM            | 1                | 0                | 3                | 3                 | 0                 | Chaumont Volley-Ball 52 | Chaumont Volley-Ball 52 | Chaumont Volley-Ball 52 | 1          | 2          |            |            |            |  |  |       |       |       |       |       |       |
|  |                         |                  |                  |                  |                   |                   | Chaumont Volley-Ball 52 | Chaumont Volley-Ball 52 | Chaumont Volley-Ball 52 | 1          | 2          |            |            |            |  |  |       |       |       |       |       |       |
|  |                         | Montpellier HSC  | Montpellier HSC  | Montpellier HSC  | 3                 | 3                 |                         |                         |                         |            |            |            |            |            |  |  |       |       |       |       |       |       |
|  | Montpellier HSC         | Montpellier HSC  | Montpellier HSC  | Montpellier HSC  | 3                 | 3                 | 3                       | 3                       | 3                       |            |            |            |            |            |  |  |       |       |       |       |       |       |
|  | Montpellier HSC         |                  |                  |                  |                   |                   |                         | 3                       | 3                       |            |            |            |            |            |  |  |       |       |       |       |       |       |
|  | Paris Volley            | 1                | 0                | 0                |                   |                   |                         |                         |                         |            |            |            |            |            |  |  |       |       |       |       |       |       |
|  | Paris Volley            | 1                | 0                | 0                |                   |                   |                         |                         |                         |            |            |            |            |            |  |  |       |       |       |       |       |       |

- Todas as partidas seguem o horário local.

### Quartas de final
1º Jogo
| Data  | Hora  |                         | Placar |                  | Set 1 | Set 2 | Set 3 | Set 4 | Set 5 | Total   | Relatório |
| ----- | ----- | ----------------------- | ------ | ---------------- | ----- | ----- | ----- | ----- | ----- | ------- | --------- |
| 8 abr | 19:30 | Narbonne Volley         | 3–1    | Arago de Sète    | 25–18 | 25–20 | 20–25 | 27–25 |       | 97–88   | Relatório |
| 8 abr | 20:00 | Montpellier HSC         | 3–1    | Paris Volley     | 25–16 | 25–19 | 19–25 | 25–23 |       | 94–83   | Relatório |
| 8 abr | 20:00 | Tours Volley-Ball       | 3–2    | Nice Volley-Ball | 27–25 | 20–25 | 18–25 | 25–22 | 15–7  | 105–104 | Relatório |
| 8 abr | 20:00 | Chaumont Volley-Ball 52 | 3–1    | Tourcoing LM     | 25–22 | 20–25 | 25–17 | 25–18 |       | 95–82   | Relatório |

2º Jogo
| Data   | Hora  |                         | Placar |                  | Set 1 | Set 2 | Set 3 | Set 4 | Set 5 | Total | Relatório |
| ------ | ----- | ----------------------- | ------ | ---------------- | ----- | ----- | ----- | ----- | ----- | ----- | --------- |
| 10 abr | 16:30 | Montpellier HSC         | 3–0    | Paris Volley     | 25–18 | 25–17 | 25–22 |       |       | 75–57 | Relatório |
| 10 abr | 17:00 | Narbonne Volley         | 3–1    | Arago de Sète    | 26–24 | 19–25 | 25–21 | 25–21 |       | 95–91 | Relatório |
| 10 abr | 17:00 | Tours Volley-Ball       | 3–0    | Nice Volley-Ball | 25–18 | 25–19 | 25–19 |       |       | 75–56 | Relatório |
| 10 abr | 17:00 | Chaumont Volley-Ball 52 | 3–0    | Tourcoing LM     | 25–16 | 25–23 | 25–23 |       |       | 75–62 | Relatório |

3º Jogo
| Data   | Hora  |                  | Placar |                         | Set 1 | Set 2 | Set 3 | Set 4 | Set 5 | Total   | Relatório |
| ------ | ----- | ---------------- | ------ | ----------------------- | ----- | ----- | ----- | ----- | ----- | ------- | --------- |
| 14 abr | 19:30 | Arago de Sète    | 3–1    | Narbonne Volley         | 25–21 | 17–25 | 26–24 | 25–19 |       | 93–89   | Relatório |
| 14 abr | 20:00 | Paris Volley     | 0–3    | Montpellier HSC         | 20–25 | 16–25 | 22–25 |       |       | 58–75   | Relatório |
| 14 abr | 20:00 | Nice Volley-Ball | 2–3    | Tours Volley-Ball       | 24–26 | 22–25 | 25–19 | 25–23 | 13–15 | 109–108 | Relatório |
| 14 abr | 20:00 | Tourcoing LM     | 3–2    | Chaumont Volley-Ball 52 | 19–25 | 25–20 | 21–25 | 30–28 | 15–7  | 110–105 | Relatório |

4º Jogo
| Data   | Hora  |               | Placar |                         | Set 1 | Set 2 | Set 3 | Set 4 | Set 5 | Total | Relatório |
| ------ | ----- | ------------- | ------ | ----------------------- | ----- | ----- | ----- | ----- | ----- | ----- | --------- |
| 16 abr | 19:00 | Tourcoing LM  | 3–0    | Chaumont Volley-Ball 52 | 25–22 | 27–25 | 25–16 |       |       | 77–63 | Relatório |
| 16 abr | 19:30 | Arago de Sète | 3–0    | Narbonne Volley         | 25–0  | 25–0  | 25–0  |       |       | 75–0  | Relatório |

5º Jogo
| Data   | Hora  |                         | Placar |               | Set 1 | Set 2 | Set 3 | Set 4 | Set 5 | Total   | Relatório |
| ------ | ----- | ----------------------- | ------ | ------------- | ----- | ----- | ----- | ----- | ----- | ------- | --------- |
| 20 abr | 19:30 | Narbonne Volley         | 3–2    | Arago de Sète | 21–25 | 25–23 | 25–23 | 23–25 | 15–12 | 109–108 | Relatório |
| 20 abr | 20:00 | Chaumont Volley-Ball 52 | 3–0    | Tourcoing LM  | 25–20 | 25–18 | 25–20 |       |       | 75–58   | Relatório |

### Semifinais
1º Jogo
| Data   | Hora  |                         | Placar |                 | Set 1 | Set 2 | Set 3 | Set 4 | Set 5 | Total | Relatório |
| ------ | ----- | ----------------------- | ------ | --------------- | ----- | ----- | ----- | ----- | ----- | ----- | --------- |
| 24 abr | 17:00 | Tours Volley-Ball       | 3–0    | Narbonne Volley | 25–17 | 25–17 | 31–29 |       |       | 81–63 | Relatório |
| 24 abr | 17:00 | Chaumont Volley-Ball 52 | 1–3    | Montpellier HSC | 22–25 | 25–18 | 22–25 | 21–25 |       | 90–93 | Relatório |

2º Jogo
| Data   | Hora  |                 | Placar |                         | Set 1 | Set 2 | Set 3 | Set 4 | Set 5 | Total   | Relatório |
| ------ | ----- | --------------- | ------ | ----------------------- | ----- | ----- | ----- | ----- | ----- | ------- | --------- |
| 27 abr | 19:30 | Narbonne Volley | 3–0    | Tours Volley-Ball       | 25–21 | 25–23 | 25–17 |       |       | 75–61   | Relatório |
| 27 abr | 20:00 | Montpellier HSC | 3–2    | Chaumont Volley-Ball 52 | 20–25 | 20–25 | 25–22 | 25–23 | 18–16 | 108–111 | Relatório |

3º Jogo
| Data   | Hora  |                   | Placar |                 | Set 1 | Set 2 | Set 3 | Set 4 | Set 5 | Total | Relatório |
| ------ | ----- | ----------------- | ------ | --------------- | ----- | ----- | ----- | ----- | ----- | ----- | --------- |
| 30 abr | 20:00 | Tours Volley-Ball | 3–0    | Narbonne Volley | 25–18 | 25–23 | 25–19 |       |       | 75–60 | Relatório |

### Final
| Data   | Hora  |                   | Placar |                   | Set 1 | Set 2 | Set 3 | Set 4 | Set 5 | Total   | Relatório |
| ------ | ----- | ----------------- | ------ | ----------------- | ----- | ----- | ----- | ----- | ----- | ------- | --------- |
| 7 mai  | 20:00 | Tours Volley-Ball | 2–3    | Montpellier HSC   | 23–25 | 16–25 | 25–23 | 25–17 | 12–15 | 101–105 | Relatório |
| 11 mai | 20:00 | Montpellier HSC   | 3–0    | Tours Volley-Ball | 25–17 | 25–21 | 30–28 |       |       | 80–66   | Relatório |

## Play-Downs
Os clubes classificados do 9.º ao 14.º lugar na fase classificatória disputaram as partidas de Play-Downs em um grupo único com partidas de ida e volta.
Os pontos foram atribuídos aos clubes, no início do grupo, de acordo com a sua classificação ao final da fase classificatória:
- 0 pontos em 14.º, AS Cannes
- 3 pontos em 13.º, Cambrai
- 6 pontos em 12.º, Toulouse
- 9 pontos em 11.º, Poitiers
- 12 pontos em 10.º, Nantes-Rezé
- 15 pontos em 9.º, Plessis-Robinson

|     |                              |     | Jogos | Jogos | Jogos | Resultados | Resultados | Resultados | Resultados | Resultados | Resultados | Sets | Sets | Sets  | Pontos | Pontos | Pontos |
| Pos | Equipe                       | Pts | T     | V     | D     | 3–0        | 3–1        | 3–2        | 2–3        | 1–3        | 0–3        | V    | P    | R     | V      | P      | R      |
| --- | ---------------------------- | --- | ----- | ----- | ----- | ---------- | ---------- | ---------- | ---------- | ---------- | ---------- | ---- | ---- | ----- | ------ | ------ | ------ |
| 1   | Poitiers Volley              | 21  | 10    | 7     | 3     | 1          | 5          | 1          | 1          | 1          | 1          | 24   | 16   | 1.500 | 967    | 912    | 1.060  |
| 2   | Spacer's de Toulouse         | 20  | 10    | 7     | 3     | 2          | 3          | 2          | 1          | 1          | 1          | 24   | 16   | 1.500 | 913    | 877    | 1.041  |
| 3   | Cambrai Volley               | 21  | 10    | 8     | 2     | 2          | 3          | 3          | 0          | 1          | 1          | 25   | 15   | 1.667 | 912    | 857    | 1.064  |
| 4   | Plessis Robinson Volley Ball | 9   | 10    | 2     | 8     | 1          | 0          | 1          | 4          | 4          | 0          | 18   | 26   | 0.692 | 971    | 996    | 0.975  |
| 5   | Nantes Rezé MV               | 10  | 10    | 3     | 7     | 0          | 2          | 1          | 2          | 3          | 2          | 16   | 25   | 0.640 | 897    | 947    | 0.947  |
| 6   | AS Cannes                    | 9   | 10    | 3     | 7     | 0          | 1          | 2          | 2          | 4          | 1          | 17   | 26   | 0.654 | 941    | 1012   | 0.930  |

Pontuação final: Poitiers: 30; Toulouse: 26; Cambrai: 24; Plessis Robinson: 24; Nantes Rezé: 22; Cannes: 9.
1ª rodada
| Data  | Hora  |                              | Placar |                      | Set 1 | Set 2 | Set 3 | Set 4 | Set 5 | Total   | Relatório |
| ----- | ----- | ---------------------------- | ------ | -------------------- | ----- | ----- | ----- | ----- | ----- | ------- | --------- |
| 9 abr | 19:00 | Plessis Robinson Volley Ball | 2–3    | AS Cannes            | 25–19 | 25–20 | 27–29 | 22–25 | 13–15 | 112–108 | Relatório |
| 9 abr | 19:30 | Poitiers Volley              | 3–2    | Spacer's de Toulouse | 25–22 | 23–25 | 14–25 | 25–22 | 15–11 | 102–105 | Relatório |
| 9 abr | 20:00 | Nantes Rezé MV               | 0–3    | Cambrai Volley       | 19–25 | 21–25 | 17–25 |       |       | 57–75   | Relatório |

2ª rodada
| Data   | Hora  |                      | Placar |                              | Set 1 | Set 2 | Set 3 | Set 4 | Set 5 | Total   | Relatório |
| ------ | ----- | -------------------- | ------ | ---------------------------- | ----- | ----- | ----- | ----- | ----- | ------- | --------- |
| 13 abr | 20:00 | Poitiers Volley      | 2–3    | AS Cannes                    | 26–28 | 21–25 | 25–23 | 25–19 | 8–15  | 105–110 | Relatório |
| 13 abr | 20:00 | Spacer's de Toulouse | 3–1    | Nantes Rezé MV               | 27–25 | 25–18 | 21–25 | 25–22 |       | 98–90   | Relatório |
| 13 abr | 20:00 | Cambrai Volley       | 3–2    | Plessis Robinson Volley Ball | 25–20 | 20–25 | 18–25 | 25–22 | 16–14 | 104–106 | Relatório |

3ª rodada
| Data   | Hora  |                              | Placar |                      | Set 1 | Set 2 | Set 3 | Set 4 | Set 5 | Total   | Relatório |
| ------ | ----- | ---------------------------- | ------ | -------------------- | ----- | ----- | ----- | ----- | ----- | ------- | --------- |
| 16 abr | 19:00 | Plessis Robinson Volley Ball | 2–3    | Spacer's de Toulouse | 25–21 | 30–28 | 20–25 | 23–25 | 16–18 | 114–117 | Relatório |
| 16 abr | 20:00 | Cambrai Volley               | 3–1    | AS Cannes            | 25–17 | 25–18 | 24–26 | 25–20 |       | 99–81   | Relatório |
| 16 abr | 20:00 | Nantes Rezé MV               | 3–1    | Poitiers Volley      | 24–26 | 31–29 | 25–19 | 33–31 |       | 113–105 | Relatório |

4ª rodada
| Data   | Hora  |                      | Placar |                              | Set 1 | Set 2 | Set 3 | Set 4 | Set 5 | Total  | Relatório |
| ------ | ----- | -------------------- | ------ | ---------------------------- | ----- | ----- | ----- | ----- | ----- | ------ | --------- |
| 20 abr | 20:00 | Nantes Rezé MV       | 3–1    | AS Cannes                    | 25–22 | 25–18 | 28–30 | 25–14 |       | 103–84 | Relatório |
| 20 abr | 20:00 | Poitiers Volley      | 3–1    | Plessis Robinson Volley Ball | 30–28 | 23–25 | 25–19 | 25–20 |       | 103–92 | Relatório |
| 20 abr | 20:30 | Spacer's de Toulouse | 1–3    | Cambrai Volley               | 25–21 | 20–25 | 20–25 | 18–25 |       | 83–96  | Relatório |

5ª rodada
| Data   | Hora  |                              | Placar |                      | Set 1 | Set 2 | Set 3 | Set 4 | Set 5 | Total   | Relatório |
| ------ | ----- | ---------------------------- | ------ | -------------------- | ----- | ----- | ----- | ----- | ----- | ------- | --------- |
| 23 abr | 19:00 | AS Cannes                    | 1–3    | Spacer's de Toulouse | 25–18 | 21–25 | 21–25 | 20–25 |       | 87–93   | Relatório |
| 23 abr | 19:00 | Plessis Robinson Volley Ball | 3–2    | Nantes Rezé MV       | 25–22 | 19–25 | 25–21 | 21–25 | 15–12 | 105–105 | Relatório |
| 23 abr | 20:00 | Cambrai Volley               | 0–3    | Poitiers Volley      | 21–25 | 23–25 | 31–33 |       |       | 75–83   | Relatório |

6ª rodada
| Data   | Hora  |                      | Placar |                              | Set 1 | Set 2 | Set 3 | Set 4 | Set 5 | Total  | Relatório |
| ------ | ----- | -------------------- | ------ | ---------------------------- | ----- | ----- | ----- | ----- | ----- | ------ | --------- |
| 30 abr | 18:00 | AS Cannes            | 3–1    | Plessis Robinson Volley Ball | 25–21 | 26–28 | 25–21 | 25–22 |       | 101–92 | Relatório |
| 30 abr | 20:00 | Cambrai Volley       | 3–2    | Nantes Rezé MV               | 25–19 | 25–11 | 19–25 | 17–25 | 15–13 | 101–93 | Relatório |
| 30 abr | 20:00 | Spacer's de Toulouse | 3–0    | Poitiers Volley              | 25–19 | 25–20 | 25–21 |       |       | 75–60  | Relatório |

7ª rodada
| Data  | Hora  |                              | Placar |                      | Set 1 | Set 2 | Set 3 | Set 4 | Set 5 | Total   | Relatório |
| ----- | ----- | ---------------------------- | ------ | -------------------- | ----- | ----- | ----- | ----- | ----- | ------- | --------- |
| 4 mai | 20:00 | AS Cannes                    | 1–3    | Poitiers Volley      | 31–29 | 27–29 | 14–25 | 32–34 |       | 104–117 | Relatório |
| 4 mai | 20:00 | Nantes Rezé MV               | 1–3    | Spacer's de Toulouse | 25–20 | 22–25 | 24–26 | 18–25 |       | 89–96   | Relatório |
| 4 mai | 20:00 | Plessis Robinson Volley Ball | 1–3    | Cambrai Volley       | 22–25 | 26–24 | 23–25 | 18–25 |       | 89–99   | Relatório |

8ª rodada
| Data  | Hora  |                      | Placar |                              | Set 1 | Set 2 | Set 3 | Set 4 | Set 5 | Total   | Relatório |
| ----- | ----- | -------------------- | ------ | ---------------------------- | ----- | ----- | ----- | ----- | ----- | ------- | --------- |
| 7 mai | 18:00 | AS Cannes            | 2–3    | Cambrai Volley               | 22–25 | 20–25 | 25–20 | 25–22 | 11–15 | 103–107 | Relatório |
| 7 mai | 19:30 | Poitiers Volley      | 3–1    | Nantes Rezé MV               | 24–26 | 25–21 | 25–13 | 25–21 |       | 99–81   | Relatório |
| 7 mai | 20:00 | Spacer's de Toulouse | 3–2    | Plessis Robinson Volley Ball | 25–21 | 21–25 | 19–25 | 25–23 | 15–11 | 105–105 | Relatório |

9ª rodada
| Data   | Hora  |                              | Placar |                      | Set 1 | Set 2 | Set 3 | Set 4 | Set 5 | Total   | Relatório |
| ------ | ----- | ---------------------------- | ------ | -------------------- | ----- | ----- | ----- | ----- | ----- | ------- | --------- |
| 11 mai | 20:00 | AS Cannes                    | 2–3    | Nantes Rezé MV       | 25–23 | 25–20 | 23–25 | 24–26 | 12–15 | 109–109 | Relatório |
| 11 mai | 20:00 | Plessis Robinson Volley Ball | 1–3    | Poitiers Volley      | 20–25 | 17–25 | 25–22 | 19–25 |       | 81–97   | Relatório |
| 11 mai | 20:00 | Cambrai Volley               | 3–0    | Spacer's de Toulouse | 25–19 | 25–19 | 30–28 |       |       | 80–66   | Relatório |

10ª rodada
| Data   | Hora  |                      | Placar |                              | Set 1 | Set 2 | Set 3 | Set 4 | Set 5 | Total | Relatório |
| ------ | ----- | -------------------- | ------ | ---------------------------- | ----- | ----- | ----- | ----- | ----- | ----- | --------- |
| 14 mai | 20:00 | Spacer's de Toulouse | 3–0    | AS Cannes                    | 25–18 | 25–18 | 25–18 |       |       | 75–54 | Relatório |
| 14 mai | 20:00 | Poitiers Volley      | 3–1    | Cambrai Volley               | 21–25 | 25–16 | 25–16 | 25–19 |       | 96–76 | Relatório |
| 14 mai | 20:00 | Nantes Rezé MV       | 0–3    | Plessis Robinson Volley Ball | 12–25 | 23–25 | 22–25 |       |       | 57–75 | Relatório |

## Classificação final
| Posição           | Equipe                       | Classificação                |
| ----------------- | ---------------------------- | ---------------------------- |
| Medalha de ouro   | Montpellier HSC              | Liga dos Campeões de 2022–23 |
| Medalha de prata  | Tours Volley-Ball            | Liga dos Campeões de 2022–23 |
| Medalha de bronze | Chaumont Volley-Ball 52      | Copa CEV de 2022–23          |
| 4                 | Narbonne Volley              | Copa CEV de 2022–23          |
| 5                 | Arago de Sète                | Copa CEV de 2022–23          |
| 6                 | Paris Volley                 | Ligue A de 2022–23           |
| 7                 | Tourcoing LM                 | Ligue A de 2022–23           |
| 8                 | Nice Volley-Ball             | Ligue A de 2022–23           |
| 9                 | Poitiers Volley              | Ligue A de 2022–23           |
| 10                | Spacer's de Toulouse         | Ligue A de 2022–23           |
| 11                | Cambrai Volley               | Ligue A de 2022–23           |
| 12                | Plessis Robinson Volley Ball | Ligue A de 2022–23           |
| 13                | Nantes Rezé MV               | Ligue A de 2022–23           |
| 14                | AS Cannes                    | Ligue B de 2022–23           |

## Premiação
| Ligue A de 2021–22                   |
| ------------------------------------ |
| Montpellier HSC Campeão (8.º título) |